# 118 км (зупинний пункт, Криворізька дирекція Придніпровської залізниці)
118 кіломе́тр — залізничний пасажирський зупинний пункт Криворізької дирекції Придніпровської залізниці на електрифікованій лінії Кривий Ріг-Головний — Висунь між станціями Кривий Ріг-Західний (7 км), Мусіївка (3 км), Карачуни (13 км) та Інгулець (6 км). Розташований у Центрально-Міському районі Кривого Рогу (мікрорайон Всебратське-2) Дніпропетровської області.

## Пасажирське сполучення
Через зупинний пункт 118 км прямують приміські електропоїзди за напрямком Тимкове — Кривий Ріг-Головний / П'ятихатки / Нікополь, проте не зупиняються.